# Hollington Rural
Hollington Rural var en civil parish 1897–1938 när det uppgick i Hastings, Crowhurst och Westfield i grevskapet East Sussex i England. Civil parish hade 545 invånare år 1931.